# جايسون كروز
جايسون كروز (بالإنجليزية: Jason Cruz)‏ هو مغن مؤلف ومغني أمريكي، ولد في 6 فبراير 1974 في كاليفورنيا في الولايات المتحدة.

## وصلات خارجية
- الموقع الرسمي
- جايسون كروز على موقع ميوزك برينز (الإنجليزية)
- جايسون كروز على موقع ديسكوغز (الإنجليزية)